# کوشک (خمیر)
کوشک روستای کوچکی از توابع بخش مرکزی شهرستان خمیر در شهرستان خمیر در استان هرمزگان ایران است.

## محدوده کوشک
از شمال لدخی، از جنوب انجیره، از مغرب گرسور، و از سمت مشرق به کوردان محدود می‌گردد

## جمعیت
دارای ۴۵ نفر (۱۸ خانوار) جمعیت است
که از اهل سنت و از شاخه شافعی هستند یعنی از پیروان امام محمد ادریس شافعی هستند.
دارای مسجد، دبستان، آب‌انبار (برکه) و درمانگاه است.

## پیشه
پیشهٔ اهالی دامداری و کشاورزی است.
حدود ۶۰۰ اصله نخل دیم و ۷۰ من زمین زیر کشت دیم دارد.